# Armoiries du Suriname
Le blason du Suriname fut adopté lors de l'indépendance du pays le 25 novembre 1975. Il est composé de deux natifs, placés de chaque côté du blason qui représentent la population autochtone du pays. Sous les deux personnages, sur une ceinture de gueules, la devise nationale du pays en latin: Justitia Pietas Fides qui signifie en français "Justice, Pieté, Fidélité".
Dans la partie gauche du blason on peut voir, de façon schématique, un voilier symbolisant l'histoire du Surinam qui servait autrefois à la déportation d'esclaves en provenance d'Afrique. Dans la partie droite figure un palmier qui représente le présent du pays dominé par la justice. Le losange ou diamant de la partie centrale, de couleur Sinople avec une étoile d'or à cinq branches, représente la population du pays qui provient des cinq continents.